# Llanera de Ranes
Llanera de Ranes ist eine Gemeinde (Municipio) mit 1.057 Einwohnern (Stand: 2024) in der spanischen Provinz Valencia. Sie befindet sich in der Comarca La Costera. 

## Geografie
Llanera de Ranes liegt etwa 65 Kilometer südsüdwestlich von Valencia in einer Höhe von ca. 140 m. Durch die Gemeinde führt am östlichen Gemeinderand die Autovía A-7 vorbei.

## Demografie
| 1900 | 1930 | 1950 | 1970 | 1981 | 1991 | 2001 | 2011 | 2021 |
| ---- | ---- | ---- | ---- | ---- | ---- | ---- | ---- | ---- |
| 890  | 922  | 976  | 1005 | 959  | 966  | 1072 | 1159 | 1056 |

## Sehenswürdigkeiten
- Johannes-der-Täufer-Kirche (Iglesia de la Asunción)
- Rathaus

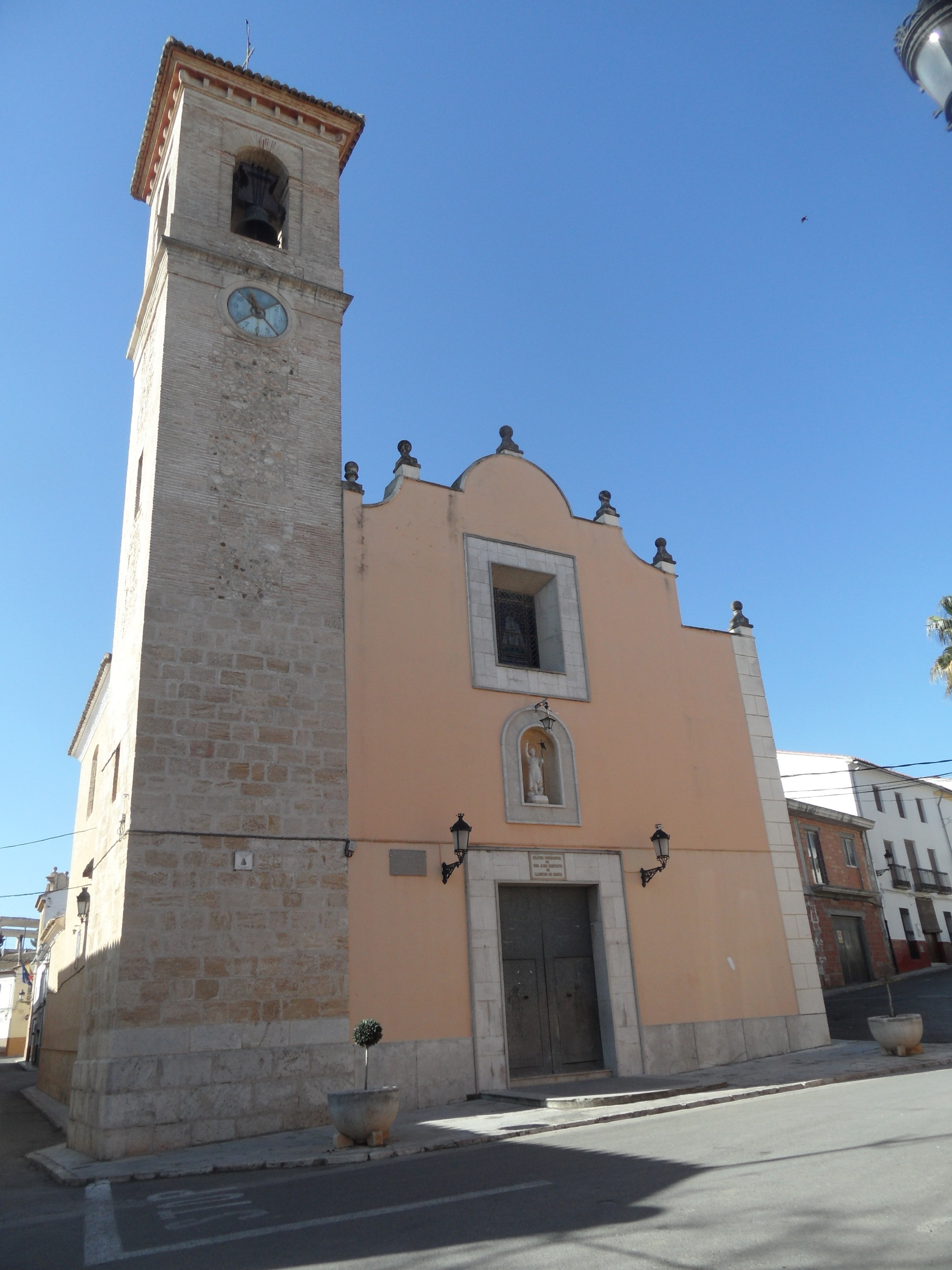
Johannes-der-Täufer-Kirche
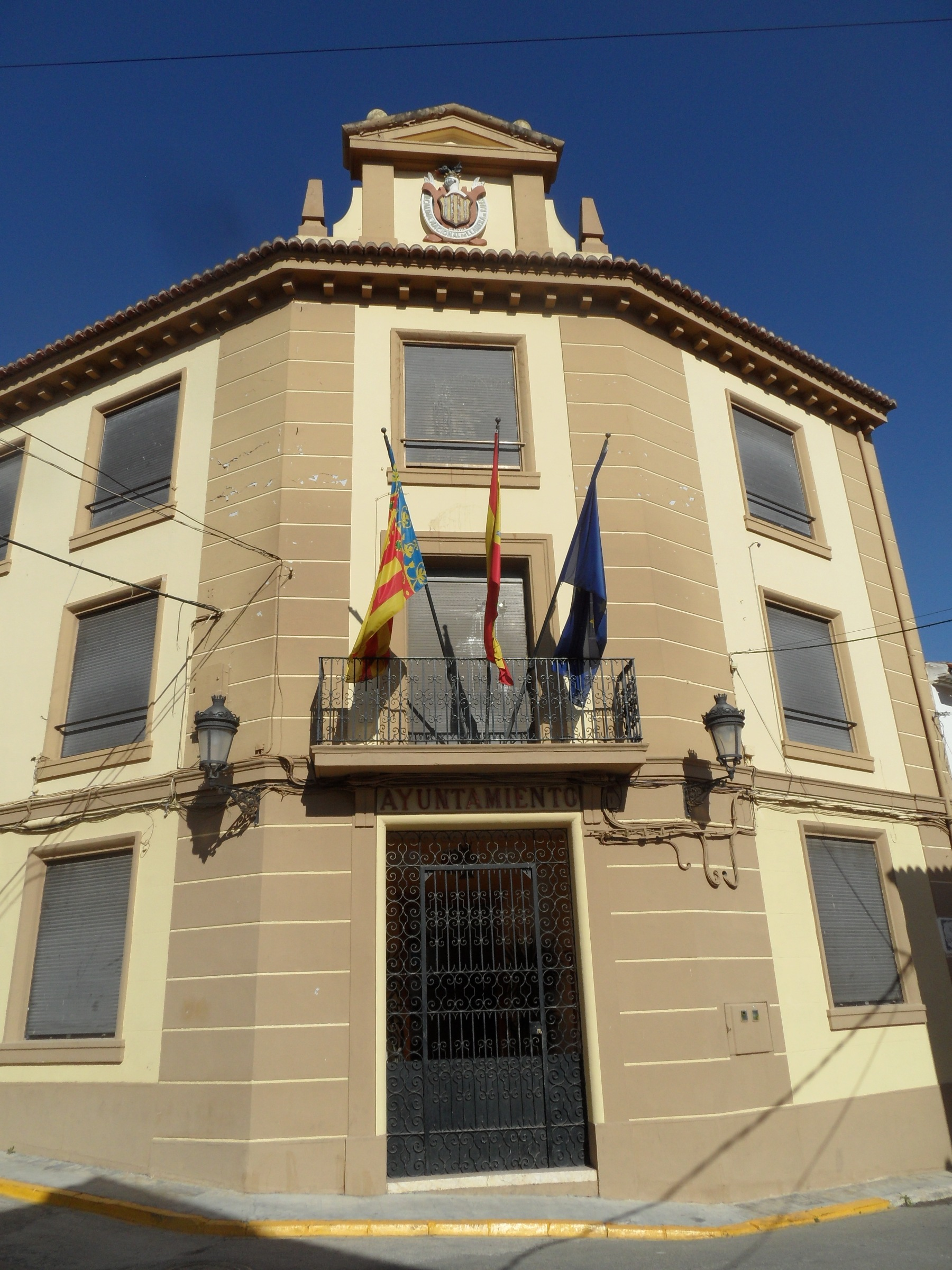
Rathaus